# Українські православні парафії в Західній Європі

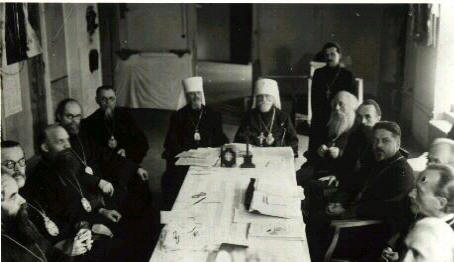
Собор Українських Православних Єпископів на чужині в Свято-Покровському Храмі 1947 р. м. Мюнхен

Українські православні парафії в Західній Європі входять переважно до Української православної церкви в діаспорі, що знаходиться під юрисдикцією Вселенського патріархату, або безпосередньо до місцевих єпархій Константинопольської православної церкви (наприклад, до Іспанської і Португальської митрополії, яка складається переважно з українців). Загалом у різних структурах Вселенського патріархату у Західній Європі існує понад 50 українських парафій, однак точної інформації про всі немає. Кілька українських парафій належить до РПЦ, але вони не виділені у жодну структуру. Близько 40 парафій належали до УПЦ КП, але після її входження у 2018 році до автокефальної Православної церкви України, яка має юрисдикцію лише на території України, частина з них вже змінює підпорядкування і переходить в константинопольську юрисдикцію. Згідно з Томосом про автокефалію, всі православні українці за межами України мають перебувати у юрисдикції Вселенського престолу (у виділених для них спеціальних українських структурах, як-от Українська православна церква в діаспорі, або, за бажанням, безпосередньо у місцевих константинопольських єпархіях) чи в юрисдикції місцевих помісних церков (наприклад, в Румунії — у складі Українського вікаріату Румунської православної церкви). Парафії, які відмовляться від входження до Української православної церкви в діаспорі, або безпосередньо до єпархій Константинопольського Патріархату, залишаються поза межами Євхаристійного спілкування тобто перебувають в церковній самоізоляції.
У переліку вказані храми та парафії на території Західної Європи, включно з Північною і Південною Європою, та на території Угорщини і Румунії.

## Константинопольська православна церква
У складі Української православної церкви в діаспорі у Західній Європі станом на 2010 рік перебувало 20 церков і місій. Низка українських парафій також була безпосередньо в єпархіях Константинопольської православної церкви, найбільше, близько 30, — в Іспанській та Португальській митрополії.

### Українська православна церква в діаспорі
Станом на 1946 рік Українська православна церква в діаспорі мала 52 парафії у Західній Європі. На початку 2019 їх налічувалося близько двадцяти. Українську православну Єпархію в Західній Європі очолює архієпископ Даніїл Зелінський, центром єпархії є місто Мюнхен. У Німеччині станом на липень 2024 року налічується понад 30 парафій. У Бельгії — 2 храми й один священник, у Франції — 3 храми і три священники.

#### Бельгія
| № | Назва                               | Населений пункт        | Адреса                        | Настоятель                           | Примітки                                                                       | Фото |
| - | ----------------------------------- | ---------------------- | ----------------------------- | ------------------------------------ | ------------------------------------------------------------------------------ | ---- |
| 1 | Церква Покрова Пресвятої Богородиці | Буссуа, біля Ла-Лув’єр | Rue Grande 156 7110 Boussoit  | митрофорний прот. Віталій Дерев'янка |                                                                                |      |
| 2 | Собор Архангела Михаїла             | Генк                   | Hulshagenstraat z/n 3600 Genk | митрофорний прот. Віталій Дерев'янка | Парафія заснована 1948 року. Будівництво собору відбувалося у 1984-1986 роках. |      |

#### Велика Британія
| №  | Назва                                                        | Населений пункт   | Адреса                                                            | Настоятель                                                                               | Примітки | Фото |
| -- | ------------------------------------------------------------ | ----------------- | ----------------------------------------------------------------- | ---------------------------------------------------------------------------------------- | --- | ---- |
| 1  | Церква Всіх святих землі Валлійської та Покровський монастир | Блайнай-Фестініог | Manod Road, Blaenau Ffestiniog Gwynedd LL41 4AF                   | архімандрит Дейніол (в миру Тайт Ай Тад Дейніол - Taith y Tad Deiniol), корінний валієць | Місійна валлійська парафія (церква і монастир) у прямому підпорядкуванні Першоієрарха УПЦ Константинопольського Патріархату, проживаючий тут архімандрит Дейніол очолює окрему автономну Валійську (Уельську) православну місію, засновану ще митрополитом РПЦ Антонієм (Блумом), в складі кількох парафій. Богослужіння валлійською, за потреби також англійською, грецькою та церковнослов’янською. |      |
| 2  | Парафія                                                      | Болтон            |                                                                   | митрофорний прот. Богдан Матвійчук                                                       | Православна громада без постійного місця для богослужінь. Раніше богослужіння відбувалися у протестантській церкві святого Петра. |      |
| 3  | Церква Покрова Пресвятої Богородиці                          | Бредфорд          | Stoney Lane, Eccleshill Bradford BD2 2HN                          |                                                                                          | Приміщення колишньої методистської церкви, збудованої ще 1854 року, було придбане у 1965 громадою Української автокефальної православної церкви в діаспорі. |      |
| 4  | Парафія святих Петра і Павла                                 | Лідс              | All Saints Church, Pontefract Lane, New York Road, Leeds, LS9 9AE | священник Петро Соміков                                                                  | Богослужіння відбуваються в орендованих приміщеннях Лідса. У 2000-х — у церкві Лурдської Богоматері, а в 2019 — в англіканській церкві всіх святих. |      |
| 5  | Кафедральний собор Преображення Господнього                  | Лондон            | 1a Newton Avenue, Acton London W3 8AJ                             | митрофорний прот. Богдан Матвійчук митрофорний прот. Михайло Фурик                       | Кафедральний собор та консисторія УПЦ у Великій Британії. |      |
| 6  | Церква Успіння Пресвятої Богородиці                          | Манчестер         | 9-11 Plymouth Grove West Longsight, Manchester M13 0AQ            | митрофорний прот. Богдан Матвійчук, паралельно - директор кількох бізнес-структур        | Громада володіє власним приміщенням. |      |
| 7  | Парафія Різдва Йоана Хрестителя                              | Ноттінгем         | St.Stephen’s Church, Sneinton Dale Nottingham NG2 4JX             | священник Петро Соміков                                                                  | Богослужіння відбуваються у приміщенні англіканської церкви святого Стефана в Ноттінгемі. |      |
| 8  | Церква святого Володимира Великого                           | Олдем             | 25 Onchan Avenue Oldham OL4 1BJ                                   | митрофорний прот. Богдан Матвійчук                                                       | Громада володіє колишнім англіканським храмом. |      |
| 9  | Парафія                                                      | Престон           |                                                                   |                                                                                          | Православна громада без постійного місця для богослужінь. Раніше богослужіння відбувалися у протестантській церкві святого Йоана Богослова на Church Street. |      |
| 10 | Церква Покрови Пресвятої Богородиці                          | Рочдейл           | 39 Water St. Rochdale OL16 1TL\|                                  | митрофорний прот. Богдан Матвійчук                                                       | Громада володіє власним приміщенням. |      |

#### Німеччина
| №  | Назва                                                          | Населений пункт    | Адреса                                                                    | Настоятель                             | Примітки | Фото                      |
| -- | -------------------------------------------------------------- | ------------------ | ------------------------------------------------------------------------- | -------------------------------------- | --- | ------------------------- |
| 1  | Парафія св. великомучениці Варвари                             | Аугсбург           | Dominikanergasse 5, 86150 Augsburg.                                       | протоієрей Віктор Мандзюк              | |                           |
| 2  | Парафія Різдва Пресвятої Богородиці                            | Бад-Кіссінген      | Kapellenstraße 17, 97688 Bad Kissingen.                                   | митрофорний прот. Роман Садовий        | |                           |
| 3  | Парафія благовірного князя Ігора Чернігівського                | Берлін             | Mariannenplatz 28, 10997 Berlin                                           | митрофорний прот. Олег Коваленко       | Заснована в 2022 році. Богослужіння відбуваються кожної неділі о 12:00. Сайт |                           |
| 4  | Парафія                                                        | Бремен             |                                                                           | ієрей Ярослав Богодист                 | Перейшла із ПЦУ згідно з умовами Томосу. |                           |
| 5  | Парафія преподобного Іова Почаївського                         | Бурггаузен         | St. Anna Kirche Kapuzienergasse 238, 84489 Burghausen.                    | ієрей Олександр Смоктунович            | |                           |
| 6  | Парафія св. великомученика Климента                            | Кобург             | Rodacher Straße 21, 96450 Coburg                                          | ієрей Артем Бондаренко                 | |                           |
| 7  | Парафія свт. Миколая, Архиєпископа Мир Лікійських Чудотворця   | Дюссельдорф        | In der Elb 2, 40229 Düsseldorf-Eller                                      | протоієрей Володимир Сорока            | Богослужіння відбуваються у римо-католицькій церкві святого Августина. Cайт |                           |
| 8  | Парафія св. рівноапостольного князя Володимира Великого        | Франкфурт-на-Майні | Solmstraße 1, 60486 Frankfurt am Main                                     | митрофорний прот. Валентин Гаврилюк    | |                           |
| 9  | Парафія свт. Миколая, Архиєпископа Мир Лікійських Чудотворця   | Гамбург            | Bogenstraße 30, 20144 Hamburg                                             | ієрей Ярослав Богодист                 | Перейшла із ПЦУ згідно з умовами Томосу. |                           |
| 10 | Парафія св. рівноапостольного князя Володимира Великого        | Ганновер           | Stöckener Straße 43, 30419 Hannover                                       | протоієрей Андрій Дойц                 | Перейшла із ПЦУ згідно з умовами Томосу. |                           |
| 11 | Парафія                                                        | Ерфурт             |                                                                           | ієрей Артем Бондаренко                 | Українська православна громада у стадії формування (станом на липень 2024 року). |                           |
| 12 | Парафія Покрови Пресвятої Богородиці                           | Інгольштадт        | Dreizehnerstraße 11, 85049 Ingolstadt                                     | ієрей Олександр Смоктунович            | Парафія заснована в 1945 році, коли два приміщення колишніх сховища взяли в довгострокову оренду православні громади РПЦЗ та УАПЦ в діаспорі. У 2007 році міська влада збиралася припинити оренду, але за православних вступилися католики і протестанти, і оренда була продовжена. Богослужіння в українській парафії відбувається раз на місяць. Cайт |                           |
| 13 | Парафія свт. Миколая, Архиєпископа Мир Лікійських Чудотворця   | Карлсруе           | Röntgenstraße 11, 76133 Karlsruhe                                         | ієрей Михайло Гнатюк                   | Українська православна громада заснована 1946 року. Богослужіння відбуваються у приміщенні старокатолицької церкви міста раз на місяць. |                           |
| 14 | Парафія всіх святих                                            | Кіль               | Bethlehem Kirche Möhrkestraße 9, 24159 Kiel                               | митрофорний прот. Іоан Кузь            | |                           |
| 15 | Парафія Покрови Пресвятої Богородиці                           | Крефельд           | Maria-Sohmann-Straße 45, 47802 Krefeld Traar                              | протоієрей Володимир Сорока            | |                           |
| 16 | Парафія Архістратига Михаїла                                   | Ландсхут           | Regierungsplatz 541, 84028 Landshut                                       | митрофорний прот. Ігор Кубишин         | |                           |
| 17 | Парафія св. Апостола Іоана Богослова                           | Ліндау             | Leiblachstraße 42, 88131 Lindau am Bodensee                               | ієрей Вадим Карпенко                   | Сайт |                           |
| 18 | Парафія Покрови Пресвятої Богородиці                           | Мюнхен             | Innere-Wiener-Straße 1, 81667 München                                     | митрофорний прот. Валентин Смоктунович | Українська православна громада в Мюнхені була заснована у 1943 році, але легально змогла діяти лише з 1945. З 1967 року богослужіння відбуваються у каплиці Лоретто при римо-католицькій церкві святого Миколая. Сайт |                           |
| 19 | Парафія св. первоверховних Апостолів Петра і Павла             | Мюнхен             | Granatstraße 1, 80995 München                                             | митрофорний прот. Валентин Смоктунович | Парафія була заснована у 1940-вих роках. Cайт |                           |
| 20 | Парафія Воздвиження Чесного Хреста Господнього                 | Новий Ульм         | Hirthstraße 3, 89231 Neu-Ulm                                              | митрофорний прот. Валентин Гаврилюк    | Православна громада була заснована у 1945. У 1990 році було облаштовано власний храм у приміщенні колишньої американської казарми. Служби проводяться в приміщенні, розташованому між поліцейським управлінням та податковою інспекцією. Cайт |                           |
| 21 | Парафія свт. Миколая, Архиєпископа Мир Лікійських Чудотворця   | Нюрнберг           | Namslauer Straße 9, 90473 Nürnberg (Kath. Kirche zum Guten Hirten)        | митрофорний прот. Валентин Гаврилюк    | |                           |
| 22 | Парафія Різдва Пресвятої Богородиці                            | Ольденбург         | Brookweg 30, 26127 Oldenburg (Kath. Kirche St. Christophorus)             | протоієрей Петро Валігурський          | |                           |
| 23 | Парафія преподобного Амфілохія Почаївського                    | Равенсбург         | St. Jodok Kirche, Eisenbahnstraße 20, 88212 Ravensburg                    | ієрей Вадим Карпенко                   | |                           |
| 24 | Парафія свт. Миколая, Архиєпископа Мир Лікійських Чудотворця   | Регенсбург         | Bischof-Wittmann-Straße 24a, 93051 Regensburg (Kath. Kirche St. Wolfgang) | митрофорний прот. Сергій Талдонов      | |                           |
| 24 | Парафія святих мучениць Віри, Надії, Любові та їх матері Софії | Розенхайм          | St. Joseph Spitalkirche Innstraße 6, 83022 Rosenheim                      | протоієрей Олександр Смоктунович       | |                           |
| 26 | Парафія Успіння Пресвятої Богородиці                           | Саарбрюкен         | Krypta der Johanneskirche Blumenstraße 22 66126 Saarbrücken               | ієрей Олексій Денисов                  | |                           |
| 27 | Парафія св. Апостола Павла                                     | Шверін             | Am Packhof 8, 19053 Schwerin                                              | ієрей Ярослав Богодист                 | |                           |
| 28 | Парафія преподобного Іова Почаївського                         | Штраубінг          | Friedhofstraße 32, 94315 Straubing                                        | ієрей Олександр Смоктунович            | |                           |
| 29 | Парафія всіх святих                                            | Траунройт          | Siebenbürgener Str. 2, 83301 Traunreut                                    | митрофорний прот. Валентин Смоктунович | |                           |
| 30 | Парафія св. великомученика і цілителя Пантелеймона             | Фехта              | Feldmannskamp 1, 49377 Vechta                                             | протоієрей Петро Валігурський          | |                           |
| 31 | Парафія                                                        | Ванген             | Rochuskapelle, Lindauer Straße 16, 88239 Wangen im Allgäu                 | ієрей Вадим Карпенко                   | |                           |
| 32 | Парафія Святої Трійці                                          | Штутгарт           | Rosenbergstraße 92 , 70176 Stuttgart West                                 | ієрей Михайло Гнатюк                   | | Rosenbergkirche Stuttgart |

#### Швеція
| № | Назва                                             | Населений пункт | Адреса                               | Настоятель                     | Примітки                                                                                 | Фото |
| - | ------------------------------------------------- | --------------- | ------------------------------------ | ------------------------------ | ---------------------------------------------------------------------------------------- | ---- |
| 1 | Парафія Віри, Надії, Любові і матері їхньої Софії | Стокгольм       | Odenvägen 3, Lidingö, Stockholm Сайт | протоієрей Геннадій Самойленко | Заснована 2017 року. Богослужіння відбуваються кожної другої та четвертої неділі місяця. |      |

#### Франція
Ці парафії раніше утворювали Паризько-Західноєвропейську єпархію-митрополію УАПЦ в діаспорі. 
| № | Назва                               | Країна  | Населений пункт | Адреса                                                   | Настоятель                   | Примітки | Фото |  |
| - | ----------------------------------- | ------- | --------------- | -------------------------------------------------------- | ---------------------------- | --- | ---- |  |
| 1 | Церква святого Андрія Первозванного | Франція | Везін           | 16, rue Gaston-Jaillon, Vésines 45120 Chalette-sur-Loing | священник Іван Радевич       | Зареєстрована 25 липня 1969 року, як громадська організація "Асоціація давніх українських комбатантів, секція Везін-Шалет" |      |  |
| 2 | Церква святого Симона Зилота        | Франція | Париж           | 6 rue de Palestine 75019 Paris                           | священник Сергій Герасименко | |      |  |
| 3 | Церква всіх святих                  | Франція | Фонтуа          |                                                          | архімандрит Іларіон (Кейм)   | |      |  |

Зареєстровані раніше українські православні парафії Франції:
1) Зареєстрована 6 грудня 1962 року - адреса 247, avenue de la Libération
54000 Nancy
2) Зареєстрована 9 березня 1954 року - Châlette-sur-Loing

### Колишні парафії УАПЦ, з 1994 р. Української православної церкви в діаспорі
| № | Назва                  | Країна          | Населений пункт | Адреса                                                | Останній настоятель         | Примітки | Фото |
| - | ---------------------- | --------------- | --------------- | ----------------------------------------------------- | --------------------------- | --- | ---- |
| 1 | Церква святого Георгія | Велика Британія | Дербі           | St George Church, 175 Shaftesbury Crescent, Derby     | священник Григорій Лазієнко | Українська парафія діяла з 1950-х. У 1969 тут було висвячено на єпископа Ореста (Іванюка), який з 1973 очолив Західноєвропейську єпархію УАПЦ, утворену окремо від Великобританської єпархії. Богослужіння в цьому храмі припинилися 2005 року, а 2010 він був виставлений на продаж під знесення з початковою ціною 100 000 фунтів стерлінгів. Станом на березень 2019 храм продано, але ще не зруйновано. |      |
| 2 | Парафія                | Велика Британія | Іпсвіч          | Saint Mary’s Church, Ipswich                          |                             | Діяла ще на початку 2000-х. Обслуговувалася священиком із Лондонського собору, богослужіння відбувалися в історичному протестантському храмі. На початку 2010-х вже не згадувалася. |      |
| 3 | Парафія                | Велика Британія | Ковентрі        | St. John the Baptist Church, Coventry.                | священник Григорій Гусак    | Діяла ще на початку 2000-х. Обслуговувалася священиком Григорієм Гусаком із Лестера. Богослужіння відбувалися в історичному протестантському храмі. На початку 2010-х вже не згадувалася. |      |
| 4 | Парафія                | Велика Британія | Лестер          | The Church of the Martyrs, Westcotes Drive, Leicester |                             | Діяла ще на початку 2000-х. Обслуговувалася священиком із Лондонського собору, богослужіння відбувалися в історичному протестантському храмі. На початку 2010-х вже не згадувалася. |      |
| 5 | Парафія                | Велика Британія | Петерборо       | All Saints Church, Park Road, Peterborough.           |                             | Діяла ще на початку 2000-х. Обслуговувалася священиком із Лондонського собору, богослужіння відбувалися в історичному протестантському храмі. На початку 2010-х вже не згадувалася. |      |

### Митрополії Константинопольської православної церкви
В грудні 2024 року стало відомо про створення в межах митрополії окремого Архієрейського округу для українців, до якого увійшли 7 україномовних парафій: 6 — в Австрії, 1 — в Угорщині. Відповідальним за округ став вікарій Австрійської митрополії єпископ Арістійський Максим (Рудько).
| №  | Назва                                  | Єпархія                         | Країна     | Населений пункт     | Адреса                                                                                             | Настоятель                                             | Примітки                                                                | Фото |
| -- | -------------------------------------- | ------------------------------- | ---------- | ------------------- | -------------------------------------------------------------------------------------------------- | ------------------------------------------------------ | ----------------------------------------------------------------------- | ---- |
| 1  | Парафія святих Володимира і Ольги      | Австрійська митрополія          | Австрія    | Відень              | Ukrainische orthodoxe Gemeinde zum Hl. Vladimir und zur Hl. Olga Сайт                              | священник Юрій Стругов                                 | Богослужіння відбуваються почергово у трьох храмах Відня.               |      |
| 2  | Парафія Свято-Троїцька                 | Австрійська митрополія          | Австрія    | Відень              | | священник Микола Лесюк                                 |                                                                         |      |
| 3  | Парафія                                | Австрійська митрополія          | Угорщина   | Будапешт            | Váci u. 55 Budapest, Hungary 1056 Сайт                                                             | ієромонах Димитрій (Франків)                           | У грецькій церкві.                                                      |      |
|    | Парафія Святого Миколая                | Митрополія Іспанії і Португалії | Іспанія    | Аліканте            | Телеграм група                                                                                     | священник Максим Хоменко                               | Богослужіння українською мовою                                          |      |
| 4  | Церква Введення Пресвятої Богородиці   | Митрополія Іспанії і Португалії | Іспанія    | Алькоркон           | c/o Capilla de San Jorge, Calle Sahagún 30, 28925                                                  | архіпресвітер Богдан Матфіїв                           | При церкві діє українська школа.                                        |      |
| 5  | церква св. апостолів Петра і Павла     | Митрополія Іспанії і Португалії | Іспанія    | Валенсія            | | священник Богдан Грикук                                | Українська парафія при грецькій церкві.                                 |      |
| 6  | Церква Входу Господнього в Єрусалим    | Митрополія Іспанії і Португалії | Іспанія    | Гвадалахара         | c/o Iglesia de San Roque, Parque de San Roque s.n., 19002 Guadalajara                              | священник Андрій Зелінський                            | Богослужіння іспанською, але священник українець.                       |      |
| 7  | Парафія                                | Митрополія Іспанії і Португалії | Іспанія    | Гранада             | c/o Iglesia de las Apostólicas del Corazón de Jesús, c/ Portería de Santa Paula s/n, 18001 Granada | архіпресвітер Тарас Петруняк                           |                                                                         |      |
| 8  | Парафія святих Петра і Павла           | Митрополія Іспанії і Португалії | Іспанія    | Мадрид              | Calle Nicaragua 12, 28016                                                                          | архіпресвітер Костянтин Трачук                         | Українське богослужіння в окремі години у кафедральному соборі єпархії. |      |
| 9  | Парафія святого Івана Христителя       | Митрополія Іспанії і Португалії | Іспанія    | Мадрид              | | архіпресвітер Іван Тарнавський                         |                                                                         |      |
| 10 | Парафія Різдва Христового              | Митрополія Іспанії і Португалії | Іспанія    | Малага              | c/o Iglesia de Cristo Rey, Calle Santiago Ramón y Cajal 3, 29014 Málaga                            | архіпресвітер Тарас Петруняк, священник Родіон Маринюк | При парафії діють курси української мови.                               |      |
| 11 | Парафія Покрова Пресвятої Богородиці   | Митрополія Іспанії і Португалії | Іспанія    | Марбелья            | c/o Iglesia del Santo Cristo, Plaza del Santo Cristo s.n., Casco Antiguo, 29600 Marbella           | священник Василь Стефанюк                              |                                                                         |      |
| 12 | Парафія святих Петра і Павла           | Митрополія Іспанії і Португалії | Іспанія    | Памплона            | | архіпресвітер Сергій Стасенко                          |                                                                         |      |
| 13 | Парафія святого Йоана Максимовича      | Митрополія Іспанії і Португалії | Іспанія    | Сан-Себастьян       | Iglesia de Todos los Santos, Intxaurrondo, 20015 San Sebastián                                     | архіпресвітер Сергій Стасенко                          |                                                                         |      |
| 14 | Церква святого Георгія Змієборця       | Митрополія Іспанії і Португалії | Іспанія    | Сарагоса            | c/ Daroca 34-36, 50017 Zaragoza                                                                    | архіпресвітер Сергій Стасенко                          |                                                                         |      |
| 15 | Парафія святого Василія Великого       | Митрополія Іспанії і Португалії | Іспанія    | Торремолінос        | c/o Iglesia de Cristo Resucitado, Calle Horacio Lengo 1, 29602 Torremolinos                        | священник Василь Стефанюк                              |                                                                         |      |
| 16 | Парафія                                | Митрополія Іспанії і Португалії | Іспанія    | Фуенхірола          | c/o Iglesia Evangélica Luterana Finlandesa, 29640 Fuengirola                                       | священник Василь Стефанюк                              | Богослужіння лише на великі свята у приміщенні лютеранської церкви.     |      |
| 17 | Церква святого Миколая Чудотворця      | Митрополія Іспанії і Португалії | Іспанія    | Хетафе              | c/o Capilla de San Isidro, Calle Toledo, 28902 Getafe                                              | архіпресвітер Богдан Матфіїв                           | Богослужіння іспанською, але священник українець.                       |      |
| 18 | Парафія Воздвиження Хреста Господнього | Італійська митрополія           | Італія     | Удіне               | | протоієрей Володимир Мельничук                         | Перейшли з РПЦ.                                                         |      |
| 19 | Церква святого Миколая Чудотворця      | Митрополія Іспанії і Португалії | Португалія | Авейру              | Estr. de São Bernardo 263 Сайт                                                                     | священник Ігор Яремус                                  |                                                                         |      |
| 19 | Церква святих Володимира і Ольги       | Митрополія Іспанії і Португалії | Португалія | Алверка-ду-Рібатежу | la Igreja de São Pedro, Lorgo do Adro, 2615-029 Alveria do Ribatejo, Lisboa                        | священник Ігор Невинський                              |                                                                         |      |
| 20 | Парафія святого Фоми                   | Митрополія Іспанії і Португалії | Португалія | Албуфейра           | Rua da Paz, Lt. B Lj. A 8200-328 Lajeado, Albufeira                                                | священник Андрій Вовкунович                            |                                                                         |      |
| 21 | Церква святого Іова Почаївського       | Митрополія Іспанії і Португалії | Португалія | Баталія             | Сайт                                                                                               | ієромонах Ювеналій (Мулярчук)                          |                                                                         |      |
| 22 | Церква святих Петра і Павла            | Митрополія Іспанії і Португалії | Португалія | Кукужайнш           | c/o Capela de Santa Filomena, Largo da Igreja (Seminario das Missoes), 3721-908 Cucujães           | священник Петро Приймак                                |                                                                         |      |
| 23 | Церква Покрова Пресвятої Богородиці    | Митрополія Іспанії і Португалії | Португалія | Лагуш               | c/o Igreja Santa Maria da Misericordia, Rua Gago Coutinho - Lar J. F. Fialho, 8600-573 Lago        | священник Андрій Вовкунович                            |                                                                         |      |
| 24 | Церква святого Йоана Хрестителя        | Митрополія Іспанії і Португалії | Португалія | Лісабон             | c/o Igreja Nossa Senhora da Oliveira, Rua de São Julião 140, 1100-527 Lisboa                       | священник Ігор Невинський                              |                                                                         |      |
| 25 | Парафія                                | Митрополія Іспанії і Португалії | Португалія | Мадейра             | | священник Андрій Вовкунович                            | Богослужіння лише по великим святам.                                    |      |
| 26 | Церква святого Андрія Первозванного    | Митрополія Іспанії і Португалії | Португалія | Мафра               | c/o Igreja de Santo André, Rua Pedro Juliao, 2640-518 Mafra                                        | священник Ігор Невинський                              |                                                                         |      |
| 27 | Парафія                                | Митрополія Іспанії і Португалії | Португалія | Портіман            | | священник Андрій Вовкунович                            | Богослужіння лише по великим святам.                                    |      |
| 28 | Церква святого Пантелеймона            | Митрополія Іспанії і Португалії | Португалія | Порту               | c/o Capela Romana da Imaculada Conceição, Rua Constituição 379, 4200-198 Porto                     | ієромонах Ігор, священник Михайло Думанський           |                                                                         |      |

## Український вікаріат Румунської православної церкви
У складі Румунської православної церкви в 1948–1952 роках існував український православний вікаріат. У 1990 році його відновили. У 2021 році він мав 3 монастирі й понад 30 парафій, які входили до двох благочинь із центрами у Сиготі й Лугожі, кількість вірян налічувала понад 50 тисяч осіб.
| № | Назва                                         | Країна  | Населений пункт | Адреса | Настоятель | Примітки | Фото |
| - | --------------------------------------------- | ------- | --------------- | ------ | ---------- | --- | ---- |
| 1 | Церква Воздвиження Чесного Хреста Господнього | Румунія | Сигіт           |        |            | Побудована в 1803-1804 роках. Нинішній розпис виконаний фахівцями ЛНАМ на чолі з Костянтином Марковичем. У храмі зберігаються мощі нвмч. Володимира, Митрополита Київського, прп. Мойсея Угрина, мучч. Епіктета і Астіона, св. Алексія Карпатського, а також частка Чесного Хреста. |      |
| 2 | Церква                                        | Румунія | Тімішоара       |        |            | [ 19 ] |      |

## Православна церква України
У Західній Європі у 2017 році існувало 44 парафії УПЦ КП: 2 в Нідерландах, 1 в Угорщині, 8 в Італії, 6 у Франції, 5 у Швеції, 6 у Німеччині, 3 в Іспанії, 5 у Португалії, 1 у Чехії, 1 у Великій Британії, 1 у Литві, 1 у Фінляндії, 1 в Австрії, 1 у Словенії, 1 у Греції, 1 у Швейцарії. У календарі на 2018 рік вказано: єпархія митрополита Михаїла (Ляроша) в Парижі (парафії не вказані), 5 парафій у Німеччині, 1 в Іспанії, 1 в Італії, 3 в Португалії, 2 у Швеції.
Згідно з умовами Томосу про автокефалію парафії Православної церкви України в діаспорі мали перейти в юрисдикцію Української православної церкви в діаспорі або безпосередньо у митрополії Константинопольського патріархату. Однак терміни й умови не вказувалися, тож, хоч низка парафій перейшли до Української православної церкви в діаспорі одразу, частина станом на липень 2024 року цього не зробила і не визнається ПЦУ, як її закордонними парафіями. Також кілька священників і парафій не визнали надання канонічної автокефалії Православній церкві України й лишаються у відновленому Київському патріархаті патріарха Філарета.
| №  | Назва                                                 | Структура | Країна     | Населений пункт    | Адреса                                                                                               | Настоятель                      | Примітки                                                      | Фото |
| -- | ----------------------------------------------------- | --- | ---------- | ------------------ | --- | ------------------------------- | ------------------------------------------------------------- | ---- |
| 1  | Церква Вознесіння Господнього                         | Православна церква України                                                                                            | Іспанія    | Малага             | calle Cruz del Molinillo 10-12: Malaga Espana «Nuestra Señora de la Merced» calle cruz del molinillo | протоієрей Тарас Аннюк          |                                                               |      |
| 2  | Парафія святого Миколая                               | Православна церква України                                                                                            | Італія     | Неаполь            | Chiesa di Santa Maria della Grazie a Piazza Cavour,14, Napoli, Italia                                | протоієрей Богдан Брославський  |                                                               |      |
| 3  | Парафія святого Мини та святого Паїсія Величковського | Православна церква України                                                                                            | Італія     | Піза               | | протоієрей Петру Парву          |                                                               |      |
| 4  | Парафія святого Михаїла                               | Православна церква України                                                                                            | Італія     | Рим                | |                                 |                                                               |      |
| 5  | Парафія Різдва Пресвятої Богородиці                   | Православна церква України                                                                                            | Нідерланди | Амстердам          | |                                 | Заснована 2016 року.                                          |      |
| 6  | Парафія апостола Андрія Первозваного                  | Німецький деканат ПЦУ (станом на липень 2024 року не визнаний ПЦУ та Німецькою митрополією Вселенського Патріархату)  | Німеччина  | Берлін             | Almutstr 2 Berlin 13467                                                                              | протоієрей Олег Полянко         | Не мають статусу закордонної парафії ПЦУ. Заснована 2015 року |      |
| 8  | Парафія архангела Михаїла                             | Німецький деканат ПЦУ (станом на липень 2024 року не визнаний ПЦУ, та Німецькою митрополією Вселенського Патріархату) | Німеччина  | Мангайм            | Johanneskirche, Hauptstraße 37, 68259 Mannheim, Deutschland Сайт                                     | священник Петро Боканов         | Не мають статусу закордонної парафії ПЦУ.                     |      |
| 9  | Парафія Воскресіння Христового                        | Німецький деканат ПЦУ (станом на липень 2024 року не визнаний ПЦУ та Німецькою митрополією Вселенського Патріархату)  | Німеччина  | Нойс               | Deutsches Dekanat der Ukrainischen Orthodoxen Kivche Patrifrchat Kiev Stephanusstrase 4, 41472 Neuss | священник Пауль Ехінгер         | Не мають статусу закордонної парафії ПЦУ.                     |      |
| 10 | Парафія апостолів Петра і Павла                       | Німецький деканат ПЦУ (станом на липень 2024 року не визнаний ПЦУ та Німецькою митрополією Вселенського Патріархату)  | Німеччина  | Франкфурт-на-Майні | St. Dionysius Kirche, Huthmacherstraße 21, 65931 Frankfurt am Main, Deutschland Сайт                 | священник Петро Боканов         | Не мають статусу закордонної парафії ПЦУ.                     |      |
| 12 | Парафія святого Михаїла                               | Православна церква України                                                                                            | Португалія | Авейру             | Igreja da Senhora da Alegria Sa - Barrocas Aveiro 3800 - 106 Portugal                                | протоієрей Василь Бундзяк       |                                                               |      |
| 13 | Парафія всіх святих землі Української                 | Православна церква України                                                                                            | Португалія | Брага              | Igreja da Lapa Praca da Republika. Braga 4710-305. Portugal                                          | протоієрей Димитрій Ткачук      |                                                               |      |
| 14 | Парафія Різдва Йоана Хрестителя                       | Православна церква України                                                                                            | Португалія | Віла-Реал          | Igreja de São Paulo / Capela Nova, Vila Real R. Dr. Roque da Silveira 6, Vila Real 5000-635 Portugal | священник Сергій Ковальчук      |                                                               |      |
| 15 | Парафія Вознесіння Господнього                        | Шведський деканат ПЦУ                                                                                                 | Швеція     | Гетеборг           | Göteborg: Holy Ascension Parish Månadsgatan 20, Göteborg                                             |                                 |                                                               |      |
| 16 | Парафія                                               | ПЦУ | Франція    | Сен-Бріак-сюр-Мер  | |                                 |                                                               |      |
| 17 | Парафія                                               | ПЦУ (капеланська місія ПЦУ в Польші)                                                                                  | Польща     | Варшава            | https://www.facebook.com/groups/pcuinwarsaw/                                                         | протоієрей Сергій Сіренко       | Має статус капеланської місії ПЦУ в Польщі                    |      |
| 18 | Парафія                                               | ПЦУ (капеланська місія ПЦУ в Польші)                                                                                  | Польща     | Вроцлав            | Сайт                                                                                                 | ієромонах Арсеній (Ревтов)      | Має статус капеланської місії ПЦУ в Польщі.                   |      |
| 19 | Парафія                                               | ПЦУ (капеланська місія ПЦУ в Польші)                                                                                  | Польща     | Познань            | | протоієрей Іван Дзюба           | Має статус капеланської місії ПЦУ в Польщі                    |      |
| 20 | Парафія                                               | ПЦУ (капеланська місія ПЦУ в Польші)                                                                                  | Польща     | Люблін             | Сайт                                                                                                 | ієрей Олександр Домбровський    | Має статус капеланської місії ПЦУ в Польщі                    |      |
| 21 | Парафія                                               | ПЦУ (капеланська місія ПЦУ в Польші)                                                                                  | Польща     | Катовіце           | | ієрей Олег Авраменко            | Має статус капеланської місії ПЦУ в Польщі                    |      |
| 22 | Парафія                                               | ПЦУ (капеланська місія ПЦУ в Польші)                                                                                  | Польща     | Краків             | | ієрей Олег Ярмолюк              | Має статус капеланської місії ПЦУ в Польщі                    |      |
| 23 | Парафія                                               | ПЦУ (капеланська місія ПЦУ в Польші)                                                                                  | Польща     | Кельці             | | протоієрей Станіслав Лановський | Має статус капеланської місії ПЦУ в Польщі                    |      |
| 24 | Парафія                                               | ПЦУ (капеланська місія ПЦУ в Польші)                                                                                  | Польща     | Гданськ            | | ієрей Богдан Огульчанський      | Має статус капеланської місії ПЦУ в Польщі                    |      |
| 25 | Парафія                                               | ПЦУ (капеланська місія ПЦУ в Польші)                                                                                  | Польща     | Писковиці          | | ієрей Юрій Кохановський         | Має статус капеланської місії ПЦУ в Польщі                    |      |

## Українська православна церква Київського патріархату (відновлена)
У червні-липні 2019 року три західноєвропейські українські парафії і два священники перейшли до відновленого патріархом Філаретом Київського патріархату, опинившись таким чином поза межами канонічних православних церков.
Загалом, УПЦ-КП має давні традиції в Західній Європі, тому що саме там існував Німецький екзхархат, котрим керував єпископ Петро (Брук де Трааль). Останній помер у 2011 році, перебуваючи в юрисдикції УАПЦ.
В юрисдикції УАПЦ він мав титул "Архієпископ Кафський і Готський, Екзарх Західної Європи, Голова Відділу Зовнішніх Церковних Зв’язків УАПЦ".
| № | Назва                                  | Структура                   | Країна    | Населений пункт | Адреса                                                                            | Настоятель                 | Примітки                         | Фото |
| - | -------------------------------------- | --------------------------- | --------- | --------------- | --------------------------------------------------------------------------------- | -------------------------- | -------------------------------- | ---- |
| 1 | Парафія Преображення Господнього       | Європейський деканат УПЦ КП | Німеччина | Кельн           | Merheimer str.463,50735 Koln Сайт [Архівовано 30 березня 2019 у Wayback Machine.] | протоієрей Володимир Чайка | [ 31 ]                           |      |
| 2 | Парафія Воскресіння Господнього        | Європейський деканат УПЦ КП | Іспанія   | Мадрид          |                                                                                   |                            | Парафія перейшла без настоятеля. |      |
| 3 | Парафія ікони Божої Матері «Одигітрія» | Європейський деканат УПЦ КП | Італія    | Ларіно          |                                                                                   | священник Серафим          | [ 28 ]                           |      |

## Парафії УПЦ під омофором Московського патріархату
У Західній Європі є багато храмів РПЦ, де служать етнічні українці, часто навіть україномовні. Однак оскільки богослужіння там відбувається зрусифікованим варіантом церковнослов'янської чи місцевими мовами, а проповіді читаються російською чи місцевими мовами, то українськими ці парафії назвати важко, хоч багато українських емігрантів їх відвідує. Навіть якщо в деяких таких парафіях формується українська церковна спільнота, то з переведенням чи смертю проукраїнського священника, вона зникає. Жодної організаційної структури для українських діаспорних парафій у РПЦ не існує.
Відділ зовнішніх церковних зв'язків  УПЦ МП іноді інформує про відкриття україномовних парафій закордоном, втім, вичерпного переліку таких на їхньому сайті немає. Нижче наведено інформацію про ті українські парафії в закордонних структурах РПЦ, про які публікувалася інформація.
| №  | Назва                                               | Єпархія                                     | Країна     | Населений пункт | Адреса                                                             | Настоятель                      | Примітки                                                                                                | Фото |
| -- | --------------------------------------------------- | ------------------------------------------- | ---------- | --------------- | ------------------------------------------------------------------ | ------------------------------- | --- | ---- |
| 1  | Парафія святителя Миколая                           | Італійські парафії Московського патріархату | Італія     | Алессандрія     | Via Solero (AL) — Via Ugo Ghisiglieri — chiesa San Michele         | ігумен Андрій (Wade)            | |      |
| 2  | Парафія Почаївської ікони Пресвятої Богородиці      | Італійські парафії Московського патріархату | Італія     | Анкона          | via Valleniano 70, Ancona                                          | ієрей Вячеслав Тукан            | |      |
| 3  | Парафія Володимирівської ікони Пресвятої Богородиці | Італійські парафії Московського патріархату | Італія     | Бергамо         | piazza Sant’Anna 1                                                 | ієрей Олег Подрячік             | |      |
| 4  | Парафія святителя Василія Великого                  | Італійські парафії Московського патріархату | Італія     | Болонья         | via Sant’Isaia, 35, 40123 Bologna                                  | ієромонах Серафим (Валеряні)    | |      |
| 5  | Парафія Святого Духа                                | Італійські парафії Московського патріархату | Італія     | Брешія          | Chiesa Santi Cosma e Damiano, Via Cairoli 27, Brescia              | архімандрит Володимир (Порубін) | |      |
| 6  | Парафія Благовіщення Пресвятої Богородиці           | Італійські парафії Московського патріархату | Італія     | Б'єлла          | via Mazzini 26/a, Biella                                           | протоієрей Петро Янішак         | |      |
| 7  | Церква святого Амвросія Медіоланського              | Італійські парафії Московського патріархату | Італія     | Мілан           | Largo Corsia dei Servi, 4 – 20122                                  | архімандрит Амвросій (Макар)    | Богослужіння російським варіантом церковнослов'янської, італійською та румунською. Священник українець. |      |
| 8  | Церква святих Сергія, Серафима і Вікентія           | Італійські парафії Московського патріархату | Італія     | Мілан           | via Giulini, angolo via Porlezza                                   | архімандрит Димитрій (Фантіні)  | |      |
| 9  | Парафія святителя Спиридона Тримифунтского          | Італійські парафії Московського патріархату | Італія     | Піза            | Piazza San Matteo in Soarta, 1                                     | ієрей Ярослав Стрілець          | Парафія РПЦ для української діаспори. У храмі Римо-католицької церкви.                                  |      |
| 10 | Парафія святої великомучениці Катерини              | Італійські парафії Московського патріархату | Італія     | Рим             | via del Lago Terrione 77/79, 00165 Roma                            | ієромонах Амвросій (Мацегора)   | |      |
| 11 | Парафія святителя Миколая                           | Італійські парафії Московського патріархату | Італія     | Рим             | via Palestro 69/71, 00185 Roma                                     | ієрей Сергій Воронін            | |      |
| 12 | Парафія Різдва Йоана Предечі                        | Італійські парафії Московського патріархату | Італія     | Форте-дей-Мармі |                                                                    | ієрей Іоан Малиш                | Парафія РПЦ для української діаспори.                                                                   |      |
| 13 | Парафія                                             | Гаазька і Нідерландська єпархія РПЦ         | Нідерланди | Гаага           |                                                                    | протоієрей Георгій Максимов     | При храмі РПЦ. Богослужіння російським варіантом церковнослов'янської.                                  |      |
| 15 | Парафія святих Віри, Надії, Любові і Софії          | Іспансько-Португальська єпархія РПЦ         | Португалія | Брага           | Rua Cardoso Avelino 3, 4700-023 Braga, Capela de São Miguel-o-Anjo | прот. Богдан Чубайко            | Богослужіння російським варіантом церковнослов'янської та українською                                   |      |
| 16 | Парафія                                             | Іспансько-Португальська єпархія РПЦ         | Португалія | Торриш Новаш    | R Nossa Sra. Vale 2350-815 Torres Novas                            | прот. Миколай Павлишин          | [ 38 ]                                                                                                  |      |
| 17 | Кафедральний собор Успіння Пресвятої Богородиці.    | Будапештська і Угорська єпархія РПЦ         | Угорщина   | Будапешт        | 1052 Budapest, Petőfi tér 2.                                       |                                 | |      |
| 18 | Парафія Сергія Радонежського                        | Будапештська і Угорська єпархія РПЦ         | Угорщина   | Будапешт        | 1062 Budapest, Lendvay u. 26                                       |                                 | |      |
| 19 | Парафія Святої Трійці                               | Будапештська і Угорська єпархія РПЦ         | Угорщина   | Мішкольц        | 4029 Debrecen, Késmárk u. 7/c.                                     |                                 | |      |
| 20 | Церква святителя Миколая Чудотворця                 | Благочиння патріарших парафій РПЦ у Швеції  | Швеція     | Буліден         |                                                                    |                                 | Парафія створена вихідцями із м. Мелітополя. Богослужіння російським варіантом церковнослов'янської.    |      |